# بازی‌های آمریکای جنوبی
بازی‌های آمریکای جنوبی (انگلیسی: South American Games) یک رویداد چندورزشی است که در منطقه آمریکای جنوبی برگزار می‌شود.
این مسابقات که توسط سازمان‌های ورزشی آمریکای جنوبی (ODESUR) برگزار می‌شود از سال ۱۹۷۸ تاکنون هر چهار سال یک بار به میزبانی یک شهر انجام می‌شود.

## بازی‌ها
| سال  | بازی‌ها | شهر                                        | کشور     | تاریخ                 | ورزشکاران | کشورها | ورزش‌ها | کشور بیشترین مدال |
| ---- | ------ | ------------------------------------------ | -------- | --------------------- | --------- | ------ | ------ | ----------------- |
| ۱۹۷۸ | I      | لاپاز                                      | بولیوی   | ۳ نوامبر – ۱۲ نوامبر  | ۴۸۰       | ۸      | ۱۶     | آرژانتین          |
| ۱۹۸۲ | II     | روساریو، سانتا فه                          | آرژانتین | ۲۶ نوامبر – ۵ دسامبر  | ۹۶۱       | ۱۰     | ۱۹     | آرژانتین          |
| ۱۹۸۶ | III    | سانتیاگو                                   | شیلی     | ۲۸ نوامبر – ۸ دسامبر  | ۹۶۹       | ۱۰     | ۱۷     | آرژانتین          |
| ۱۹۹۰ | IV     | لیما                                       | پرو      | ۱ دسامبر – ۱۰ دسامبر  | ۱٬۰۷۰     | ۱۰     | ۱۶     | آرژانتین          |
| ۱۹۹۴ | V      | والنسیا                                    | ونزوئلا  | ۱۹ نوامبر – ۲۸ نوامبر | ۱٬۵۹۹     | ۱۴     | ۱۹     | آرژانتین          |
| ۱۹۹۸ | VI     | کوانکا                                     | اکوادور  | ۲۱ اکتبر – ۳۱ اکتبر   | ۱٬۵۲۵     | ۱۴     | ۲۴     | آرژانتین          |
| ۲۰۰۲ | VII    | ریو دو ژانیرو، سائو پائولو، کوریتیبا و بلم | برزیل    | ۱ آگوست – ۱۱ آگوست    | ۲٬۰۶۹     | ۱۳     | ۲۴     | برزیل             |
| ۲۰۰۶ | VIII   | بوئنوس آیرس                                | آرژانتین | ۹ نوامبر – ۱۹ نوامبر  | ۲٬۹۳۸     | ۱۵     | ۲۸     | آرژانتین          |
| ۲۰۱۰ | IX     | مدئین                                      | کلمبیا   | ۱۹ مارس – ۳۰ مارس     | ۳٬۷۵۱     | ۱۵     | ۳۱     | کلمبیا            |
| ۲۰۱۴ | X      | سانتیاگو                                   | شیلی     | ۷ مارس – ۱۸ مارس      | ۳٬۴۹۹     | ۱۴     | ۳۳     | برزیل             |
| ۲۰۱۸ | XI     | کوچابامبا                                  | بولیوی   |                       |           |        |        |                   |

## بازی‌های معلولین
| سال  | بازی‌ها | شهر       | کشور   | تاریخ             | ورزشکاران | کشورها | ورزش‌ها | کشور بیشترین مدال |
| ---- | ------ | --------- | ------ | ----------------- | --------- | ------ | ------ | ----------------- |
| ۲۰۱۴ | I      | سانتیاگو  | شیلی   | ۲۶ مارس – ۳۰ مارس | ۶۰۰+      | ۸      | ۷      | آرژانتین          |
| ۲۰۱۸ | II     | کوچابامبا | بولیوی |                   |           |        |        |                   |

## جدول مدال‌ها
| رتبه  | کشور       | طلا  | نقره | برنز | مجموع |
| 1     | آرژانتین   | ۸۴۲  | ۷۰۱  | ۶۶۴  | ۲۲۰۷  |
| 2     | برزیل      | ۶۴۹  | ۵۴۳  | ۴۹۵  | ۱۶۸۷  |
| 3     | ونزوئلا    | ۴۹۲  | ۴۱۰  | ۴۴۵  | ۱۳۴۷  |
| 4     | کلمبیا     | ۴۰۹  | ۳۴۹  | ۳۲۹  | ۱۰۸۷  |
| 5     | شیلی       | ۳۱۶  | ۴۲۱  | ۴۷۶  | ۱۲۱۳  |
| 6     | پرو        | ۱۶۸  | ۲۴۲  | ۳۲۱  | ۷۳۱   |
| 7     | اکوادور    | ۱۶۳  | ۲۲۷  | ۳۱۹  | ۷۰۹   |
| 8     | اروگوئه    | ۶۳   | ۱۰۵  | ۱۲۹  | ۲۹۷   |
| 9     | بولیوی     | ۳۱   | ۶۹   | ۱۴۱  | ۲۴۱   |
| 10    | پاراگوئه   | ۱۳   | ۳۴   | ۴۷   | ۹۴    |
| 11    | پاناما     | ۱۱   | ۱۴   | ۲۴   | ۴۹    |
| 12    | آنتیل هلند | ۷    | ۷    | ۱۷   | ۳۱    |
| 13    | سورینام    | ۷    | ۳    | ۱۱   | ۲۱    |
| 14    | گویان      | ۲    | ۳    | ۹    | ۱۴    |
| 15    | آروبا      | ۰    | ۲    | ۱۳   | ۱۵    |
| مجموع | مجموع      | ۳۱۷۲ | ۳۱۳۰ | ۳۴۴۱ | ۹۷۴۳  |